# 趙韙
趙韙（ちょう い、? - 201年）は、後漢の政治家・軍人。趙穎とも。本貫は益州巴西郡安漢県。『三國志』や『英雄記』および『華陽国志』に記載がある。

## 経歴
中平五年頃（188年）、劉焉が地方に野心を抱き益州牧に任じられると、太倉令であった趙韙は官を棄てて付き従った。
興平元年（194年）に劉焉が死去すると、州の帳下司馬・趙韙と治中従事・王商らは劉璋が温和であるということで後継に建てた。この時、劉璋配下であった沈弥、婁発、甘寧らは荊州別駕・劉闔と結んで反乱を起こしたが、勝てず荊州に逃走した。趙韙は征東中郎将となり、荊州に攻め入って（巴西郡）胊䏰県に駐屯した。翌年、巴郡の分割を建議し、巴、永寧、固陵の三つに分割された。
益州では南陽や三輔から来た数万家の避難民がおり、そこから得た兵を「東州兵」と名付けていたが、劉璋に威厳がなかったため東州人が横暴を働き、政令も行き届かず取り締まれなかったので地元民から怨嗟が募っていた。そこで趙韙は人心を得ているということで、事態の収拾を任せられた。
しかし、趙韙は劉璋がたびたびの諫言に従わないことを恨みに思い、民の不満を扇動し、荊州に賄賂を贈って講和し、益州の豪族と密かに結んで建安五年（200年）に謀反を起こした。この反乱は蜀、広漢、犍為の三郡が呼応する大規模なものとなった。翌年、劉璋の籠る成都城を包囲したが、東州人らが趙韙を恐れて命がけで戦ったため反乱軍は撃退された。その後、江州県まで追撃を受けると、趙韙の配下の龐楽、李異らの裏切りによって斬られた。

## 参考資料
- 『華陽国志』
- 『三國志』